# Fungia colini
Fungia colini är en korallart som först beskrevs av Veron 2002.  Fungia colini ingår i släktet Fungia och familjen Fungiidae. Inga underarter finns listade i Catalogue of Life.